# Royal Sporting Club Anderlecht 2025-2026
Questa voce raccoglie le informazioni riguardanti la Royal Sporting Club Anderlecht  nelle competizioni ufficiali della stagione 2025-2026.

## Rosa
Aggiornata al 30 luglio 2025. 

In corsivo i calciatori ceduti durante la stagione
| N. |                        | Ruolo | Calciatore          |
| -- | ---------------------- | ----- | ------------------- |
| 2  | Germania (bandiera)    | D     | Zoumana Keita       |
| 3  | Danimarca (bandiera)   | D     | Lucas Hey           |
| 4  | Serbia (bandiera)      | D     | Jan-Carlo Simić     |
| 5  | Senegal (bandiera)     | D     | Moussa N'Diaye      |
| 6  | Svezia (bandiera)      | D     | Ludwig Augustinsson |
| 7  | Senegal (bandiera)     | A     | Ilay Camara         |
| 8  | Paesi Bassi (bandiera) | A     | Cedric Hatenboer    |
| 9  | Serbia (bandiera)      | A     | Mihajlo Cvetković   |
| 10 | Belgio (bandiera)      | A     | Yari Verschaeren    |
| 11 | Belgio (bandiera)      | A     | Thorgan Hazard      |
| 12 | Danimarca (bandiera)   | A     | Kasper Dolberg      |
| 13 | Canada (bandiera)      | C     | Nathan-Dylan Saliba |
| 16 | Danimarca (bandiera)   | P     | Mads Kikkenborg     |
| 17 | Belgio (bandiera)      | C     | Théo Leoni          |
| 18 | Ghana (bandiera)       | C     | Majeed Ashimeru     |
| 19 | Ecuador (bandiera)     | A     | Nilson Angulo       |
| 20 | Argentina (bandiera)   | A     | Luis Vázquez        |

| N. |                        | Ruolo | Calciatore         |
| -- | ---------------------- | ----- | ------------------ |
| 21 | Messico (bandiera)     | A     | César Huerta       |
| 22 | Marocco (bandiera)     | A     | Elyess Dao         |
| 23 | Belgio (bandiera)      | C     | Mats Rits          |
| 24 | Paesi Bassi (bandiera) | C     | Enric Llansana     |
| 25 | Belgio (bandiera)      | D     | Thomas Foket       |
| 26 | Belgio (bandiera)      | P     | Colin Coosemans () |
| 29 | Belgio (bandiera)      | C     | Mario Stroeykens   |
| 54 | Belgio (bandiera)      | D     | Killian Sardella   |
| 55 | Belgio (bandiera)      | C     | Marco Kana         |
| 58 | Turchia (bandiera)     | D     | Yasin Özcan        |
| 63 | Belgio (bandiera)      | P     | Timon Vanhoutte    |
| 74 | Belgio (bandiera)      | C     | Nathan De Cat      |
| 78 | Marocco (bandiera)     | C     | Anas Tajaouart     |
| 79 | Marocco (bandiera)     | D     | Ali Maamar         |
| 83 | Belgio (bandiera)      | A     | Tristan Degreef    |
| 91 | Belgio (bandiera)      | A     | Adriano Bertaccini |
| 99 | Mali (bandiera)        | A     | Ibrahim Kanaté     |

## Calciomercato

### Sessione estiva
| Acquisti         | Acquisti         | Acquisti         | Acquisti         |
| R.               | Nome             | da               | Modalità         |
| Altre operazioni | Altre operazioni | Altre operazioni | Altre operazioni |
| R.               | Nome             | da               | Modalità         |
| ---------------- | ---------------- | ---------------- | ---------------- |

| Cessioni | Cessioni | Cessioni | Cessioni |
| R.       | Nome     | a        | Modalità |
| -------- | -------- | -------- | -------- |

### Sessione invernale
| Acquisti | Acquisti | Acquisti | Acquisti |
| R.       | Nome     | da       | Modalità |
| -------- | -------- | -------- | -------- |

| Cessioni | Cessioni | Cessioni | Cessioni |
| R.       | Nome     | a        | Modalità |
| -------- | -------- | -------- | -------- |

## Risultati

### Jupiler League

#### Girone di andata
| Arbitro: | Bourdeaud'Hui |

|                                                        |           |                       |
| T. Hazard 19’, 90+1’ Degreef 37’ Angulo 65’ Saliba 70’ | Marcatori | 46’ Vaesen 58’ Frigan |

| Arbitro: | De Cremer |

|  |           |                                    |
|  | Marcatori | 8’ (rig.) T. Hazard 79’ Bertaccini |

| Arbitro: | Put |

|                                      |           |                                   |
| Dolberg 50’ (rig.) Tanghe 74’ (aut.) | Marcatori | 30’ Hedl 69’ Ujka 90+4’ Erenbjerg |

| Arbitro: | Visser |

|  |           |                          |
|  | Marcatori | 71’ Huerta 84’ T. Hazard |

| Bruxelles 5ª giornata | Anderlecht | – | Genk | Stadio Constant Vanden Stock |

| Bruxelles 31 agosto 2025, ore 18:30 CEST 5ª giornata | Union Saint-Gilloise | – | Anderlecht | Stadio Joseph Marien |

### UEFA Europa League

#### Secondo turno preliminare
| Arbitro: | Hamiti |

|             |           |  |
| Dolberg 35’ | Marcatori |  |

| Arbitro: | Kolarić |

|                                     |                      |                                            |
| Svanbäck 33’ Gustafson 90+2’ (rig.) | Marcatori            | 54’ (rig.) Dolberg                         |
| Gustafson Layouni Lundqvist Berisha | Tiri di rigore 4 – 2 | T. Hazard Augustinsson Llansana L. Vázquez |

### UEFA Conference League

#### Turni preliminari

##### Terzo turno preliminare
| Arbitro: | Minaković |

|                                        |           |  |
| Angulo 17’ Dolberg 48’ Verschaeren 81’ | Marcatori |  |

| Arbitro: | Umut Meler |

|           |           |            |
| Odede 81’ | Marcatori | 72’ Saliba |

##### Spareggi
| Bruxelles 21 agosto 2025 Spareggi - Andata | Anderlecht | – | AEK Atene | Stadio Constant Vanden Stock |

| Atene 28 agosto 2025 Spareggi - Ritorno | AEK Atene | – (tot.: -) | Anderlecht | Stadio Agia Sophia |

## Statistiche
Aggiornate al 17 agosto 2025

### Statistiche di squadra
| Competizione          | Punti | In casa | In casa | In casa | In casa | In casa | In casa | In trasferta | In trasferta | In trasferta | In trasferta | In trasferta | In trasferta | Totale | Totale | Totale | Totale | Totale | Totale | DR |
| Competizione          | Punti | G       | V       | N       | P       | Gf      | Gs      | G            | V            | N            | P            | Gf           | Gs           | G      | V      | N      | P      | Gf     | Gs     | DR |
| --------------------- | ----- | ------- | ------- | ------- | ------- | ------- | ------- | ------------ | ------------ | ------------ | ------------ | ------------ | ------------ | ------ | ------ | ------ | ------ | ------ | ------ | -- |
| Pro League            | 9     | 2       | 1       | 0       | 1       | 7       | 5       | 2            | 2            | 0            | 0            | 4            | 0            | 4      | 3      | 0      | 1      | 11     | 5      | +6 |
| Pro League (play-off) | -     | -       | -       | -       | -       | -       | -       | -            | -            | -            | -            | -            | -            | -      | -      | -      | -      | -      | -      | -  |
| Coppa del Belgio      | -     | -       | -       | -       | -       | -       | -       | -            | -            | -            | -            | -            | -            | -      | -      | -      | -      | -      | -      | -  |
| Europa League         | -     | 1       | 1       | 0       | 0       | 1       | 0       | 1            | 0            | 0            | 1            | 1            | 2            | 2      | 2      | 0      | 1      | 2      | 2      | 0  |
| Conference League     | -     | 1       | 1       | 0       | 0       | 3       | 0       | 1            | 0            | 1            | 0            | 1            | 1            | 2      | 1      | 1      | 0      | 4      | 1      | +3 |
| Totale                | -     | 4       | 3       | 0       | 1       | 11      | 5       | 4            | 2            | 1            | 1            | 6            | 3            | 8      | 5      | 1      | 2      | 17     | 8      | +9 |

### Andamento in campionato
| Giornata  | 1 | 2 | 3 | 4 | 5 | 6 | 7 | 8 | 9 | 10 | 11 | 12 | 13 | 14 | 15 | 16 | 17 | 18 | 19 | 20 | 21 | 22 | 23 | 24 | 25 | 26 | 27 | 28 | 29 | 30 |
| --------- | - | - | - | - | - | - | - | - | - | -- | -- | -- | -- | -- | -- | -- | -- | -- | -- | -- | -- | -- | -- | -- | -- | -- | -- | -- | -- | -- |
| Luogo     | C | T | C | T | C | T |   |   |   |    |    |    |    |    |    |    |    |    |    |    |    |    |    |    |    |    |    |    |    |    |
| Risultato | V | V | P | V | R |   |   |   |   |    |    |    |    |    |    |    |    |    |    |    |    |    |    |    |    |    |    |    |    |    |
| Posizione | 1 | 1 | 5 |   |   |   |   |   |   |    |    |    |    |    |    |    |    |    |    |    |    |    |    |    |    |    |    |    |    |    |

Legenda:

Luogo: C = Casa; T = Trasferta. Risultato: V = Vittoria; N = Pareggio; P = Sconfitta.